# Bidaspa tacola
Bidaspa tacola är en fjärilsart som beskrevs av Hans Fruhstorfer 1914. Bidaspa tacola ingår i släktet Bidaspa och familjen juvelvingar. Inga underarter finns listade i Catalogue of Life.